# Clathria ridleyi
Clathria ridleyi är en svampdjursart som först beskrevs av Lindgren 1897.  Clathria ridleyi ingår i släktet Clathria och familjen Microcionidae. Inga underarter finns listade i Catalogue of Life.